# Youth Quake
Youth Quake è il tredicesimo album in studio del cantante giamaicano Beenie Man, pubblicato nel 2001.

## Tracce
1. Selassie – 3:39
2. Bon Mi Fi Di Truth – 3:36
3. Cross Di Bridge – 3:36
4. Reggae Music (featuring Mega Banton) – 3:49
5. Bed a Roses – 3:52
6. Study Me – 4:10
7. Praise Him – 3:47
8. Leave Dem – 3:46
9. Tiger Ride Inna Town – 3:49
10. Cool Yu Toe – 3:44
11. Mek Use a Life – 3:49
12. Unu Fi Follow We – 3:50